# Zwarte wipstaart
De zwarte wipstaart (Cinclodes antarcticus) is een zangvogel uit de familie Furnariidae (ovenvogels). 

## Verspreiding en leefgebied
Deze soort komt voor in Vuurland en op de Falklandeilanden en telt twee ondersoorten:
- C. a. maculirostris: Kaap Hoorn.
- C. a. antarcticus: Falklandeilanden.

## Status
Op de lijst van de IUCN worden de twee ondersoorten als aparte soorten beschouwd. De grootte van de populatie van maculirostris is in 2020 geschat op 3000-19.000 volwassen vogels. De populatie van antarcticus is niet gekwantificeerd.  Op de Rode lijst van de IUCN hebben beide (onder)soorten de status gevoelig.